# Canberra Challenger 2020
Il Canberra Challenger 2020 è stato un torneo maschile di tennis professionistico. È stata la 6ª edizione del torneo, facente parte della categoria Challenger 125 nell'ambito dell'ATP Challenger Tour 2020, con un montepremi di 162480 $.Si è svolto dal 6 al 12 gennaio 2020 sui campi in cemento del Fosterville Gold Tennis Centre di Bendigo, in Australia.

## Partecipanti singolare

### Teste di serie
| Nazionalità   | Giocatore             | Ranking* | Testa di serie** |
| ------------- | --------------------- | -------- | ---------------- |
| Francia       | Ugo Humbert           | 56       | 1                |
| Italia        | Andreas Seppi         | 71       | 2                |
| Italia        | Jannik Sinner         | 78       | 3                |
| Germania      | Philipp Kohlschreiber | 79       | 4                |
| Stati Uniti   | Steve Johnson         | 84       | 5                |
| Spagna        | Jaume Munar           | 89       | 6                |
| Corea del Sud | Kwon Soon-woo         | 86       | 7                |
| Germania      | Dominik Koepfer       | 95       | 8                |
| Stati Uniti   | Marcos Giron          | 107      | 9                |
| Svizzera      | Henri Laaksonen       | 101      | 10               |
| Canada        | Brayden Schnur        | 103      | 11               |
| Slovacchia    | Norbert Gombos        | 108      | 12               |
| Giappone      | Tarō Daniel           | 106      | 13               |
| Russia        | Evgenij Donskoj       | 110      | 14               |
| Stati Uniti   | Denis Kudla           | 113      | 15               |
| Germania      | Peter Gojowczyk       | 115      | 16               |

* Ranking al 6 gennaio 2020.

** Teste di serie in base al ranking del 30 dicembre 2020.

### Altri partecipanti
Giocatori che hanno ricevuto una wild card:
- Matthew Ebden
- Jason Kubler
- Max Purcell
- Aleksandar Vukic
- Akira Santillan

Giocatori che sono passati dalle qualificazioni:
- Daniel Elahi Galán
- Harry Bourchier

## Partecipanti doppio

### Teste di serie
| Nazionalità | Giocatore       | Nazionalità   | Giocatore         | Testa di serie |
| ----------- | --------------- | ------------- | ----------------- | -------------- |
| El Salvador | Marcelo Arévalo | Regno Unito   | Jonny O'Mara      | 1              |
| Paesi Bassi | Sander Arends   | Taipei cinese | Hsieh Cheng-peng  | 2              |
| Israele     | Jonathan Erlich | Bielorussia   | Andrėj Vasileŭski | 3              |
| Stati Uniti | Nicholas Monroe | Stati Uniti   | Jackson Withrow   | 4              |

### Altri partecipanti
Coppie che hanno ricevuto una wild card:
- Andrew Harris /  Akira Santillan
- Harry Bourchier /  Jacob Grills
- Scott Puodziunas /  Marc Polmans

## Punti e montepremi
| Torneo    | Torneo              | V     | F     | SF   | QF   | R16  | R32  | R48 | Q |
| Singolare | Punti               | 125   | 75    | 45   | 25   | 10   | 5    | 0   | 1 |
| Singolare | Premi in denaro ($) | 21600 | 12720 | 7530 | 4380 | 2580 | 1560 | 780 | – |
| Doppio    | Punti               | 125   | 75    | 45   | 25   | 0    | –    | –   | – |
| Doppio    | Premi in denaro ($) | 9300  | 5400  | 3240 | 1920 | 1080 | –    | –   | – |

## Vincitori

### Singolare
Philipp Kohlschreiber ha sconfitto in finale  Emil Ruusuvuori con il punteggio di 7–6(5) 4-6 6-3.

### Doppio
Max Purcell /  Luke Saville hanno sconfitto in finale  Jonathan Erlich /  Andrėj Vasileŭski con il punteggio di 7–6(3) 7–6(3).